# Diogo Nunes
Diogo Nunes, juntamente com Manuel Gomes, foi um dos dois primeiros missionários jesuítas a desembarcar em São Luís em novembro de 1615, como capelão da armada de Alexandre de Moura.
Nasceu na Capitania de São Vicente. Ingressou na Companhia de Jesus na década de 1560. Era considerado um especialista em tupi.
Quando foi envia à São Luís, previa-se que deveria retornar a Pernambuco logo após a conquista, entretanto, devido a uma epidemia de varíola que atingiu os nativos, teve que postergar o seu retorno para prestar assistência corporal e espiritual aos enfermos juntamente com Manuel Gomes.
Depois disso, permaneceu em São Luís, visitando aldeias e atendendo aos colonos e soldados até março de 1618, quando se dirigiram à Salvador, para participar da Congregação da Província Jesuítica no Brasil. Entretanto, devido às correntes marítimas, o navio em que embarcaram acabou os deixando na Ilha de São Domingos, onde viria a falecer e foi sepultado na capela-mor de São Francisco em São Domingos.